# 地震 (クルアーン)
『地震』とは、クルアーンにおける第99番目の章（スーラ）。8の節（アーヤ）から成る。